# Messi (phim 2014)
Messi là một bộ phim tài liệu năm 2014 của đạo diễn Álex de la Iglesia nói về sự nổi lên của cầu thủ bóng đá người Argentina Lionel Messi. Bộ phim được làm theo phong cách tâm lý giả tài liệu, kết hợp những cảnh phim tài liệu, những đoạn phỏng vấn và nhiều hình ảnh chưa từng công bố của Messi để kể về cuộc đời ngôi sao sáng giá trong môn thể thao vua kể từ khi anh lên 4 tuổi và sống tại Rosario, Argentina.

## Sản xuất
Bộ phim tập trung vào cầu thủ bóng đá người Argentina Lionel Messi, từ khi còn trẻ ởRosario cho đến lúc trở thành một trong những cầu thủ chuyên nghiệp vĩ đại nhất thế giới tại CLB FC Barcelona. Các cuộc phỏng vấn trong bộ phim được thực hiện cùng với các phóng viên, huấn luyện viên, cầu thủ, họ hàng và bạn bè đều là những người từng tiếp xúc sâu và thân thiết với Messie. Những thước phim chân thực được thực hiện bởi đạo diễn Spaniard Alex de la Iglesia.
Ngoài Messi, phim còn có sự góp mặt của nhiều ngôi sao bóng đá như Johan Cruyff, Gerard Pique, Andres Iniesta, Cesar Menotti, Jorge Valdano, Javier Mascherano, Diego Maradona, Alejandro Sabello.
Phim được sản xuất bởi Mediapro, được phân phối và công chiếu  bởi công ty Warner Bros. Pictures.

## Trình chiếu
Bộ phim về Messi đã được vinh dự trình chiếu tại liên hoan phim danh giá Venice vào năm 2014.

## Tham Khảo
1. ↑  Hopewell, John (ngày 3 tháng 3 năm 2014). "Mediapro Advances on De la Iglesia's 'Messi'". Variety. Truy cập ngày 9 tháng 12 năm 2014.
2. ↑  "New documentary on Lionel Messi's journey to the top screened in Brazil". The Score. ngày 3 tháng 7 năm 2014. Bản gốc lưu trữ ngày 10 tháng 12 năm 2014. Truy cập ngày 9 tháng 12 năm 2014.
3. ↑  Macnab, Geoffrey (ngày 17 tháng 9 năm 2014). "Lionel Messi movie: How do you accurately portray the magic of the world's greatest footballer?". The Independent. Truy cập ngày 9 tháng 12 năm 2014.
4. ↑  Hopewell, John (ngày 1 tháng 8 năm 2014). "Film Factory Takes Alex de la Iglesia's 'Messi'". Variety. Truy cập ngày 9 tháng 12 năm 2014.